# 명주김덕기가옥
명주김덕기가옥(溟州 金德起 家屋)은 강원도 강릉시에 있던 건축물이다. 1985년 1월 17일 강원도의 유형문화재 제97호로 지정되었다가, 1994년 4월 25일 문화재 지정이 해제되었다.

## 참고 문헌
- 명주김덕기가옥 - 국가유산청 국가유산포털